# Fontaines protégées aux monuments historiques en Normandie
Cet article dresse la liste des fontaines protégées au titre des monuments historiques dans la région de Normandie.
| Nom                                    | Commune              | Département    | identifiant Mérimée | Statut                      | date de protection | coordonnées géographiques   | image |
| -------------------------------------- | -------------------- | -------------- | ------------------- | --------------------------- | ------------------ | --------------------------- | ----- |
| Fontaine du no 3 place Fontette        | Caen                 | Calvados       | PA00111178          | monument historique inscrit | 1927-06-01         | 49° 10′ 54″ N, 0° 22′ 14″ O |       |
| Fontaine de La Ferronnays              | Lisieux              | Calvados       | PA00111474          | monument historique classé  | 1919-11-18         | 49° 08′ 45″ N, 0° 13′ 22″ E |       |
| Fontaine du manoir de Saint-Ortaire    | Le Dézert            | Manche         | PA50000027          | monument historique inscrit | 2014-06-10         | 49° 12′ 28″ N, 1° 09′ 56″ O |       |
| Fontaine Saint-Aubert                  | Le Mont-Saint-Michel | Manche         | PA00110467          | monument historique classé  | 1908-12-29         | 48° 38′ 11″ N, 1° 30′ 48″ O |       |
| Fontaine-réservoir Sainte-Marie        | Rouen                | Seine-Maritime | PA00101114          | monument historique classé  | 1995-05-10         | 49° 26′ 50″ N, 1° 06′ 02″ E |       |
| Fontaine Jean-Baptiste de La Salle     | Rouen                | Seine-Maritime | PA00101113          | monument historique inscrit | 1991-07-29         | 49° 25′ 38″ N, 1° 04′ 39″ E |       |
| Fontaine Saint-Cande                   | Rouen                | Seine-Maritime | PA00100830          | monument historique inscrit | 1939-02-17         | 49° 26′ 25″ N, 1° 05′ 32″ E |       |
| Fontaine Sainte-Croix-des-Pelletiers   | Rouen                | Seine-Maritime | PA00100831          | monument historique classé  | 1943-09-09         | 49° 26′ 38″ N, 1° 05′ 23″ E |       |
| Gros-Horloge                           | Rouen                | Seine-Maritime | PA00100834          | monument historique classé  | 1862 1889          | 49° 26′ 30″ N, 1° 05′ 28″ E |       |
| Fontaine pyramidale de Gournay-en-Bray | Gournay-en-Bray      | Seine-Maritime | PA00100677          | monument historique classé  | 1945-04-17         | 49° 28′ 57″ N, 1° 43′ 27″ E |       |